# 장 마레

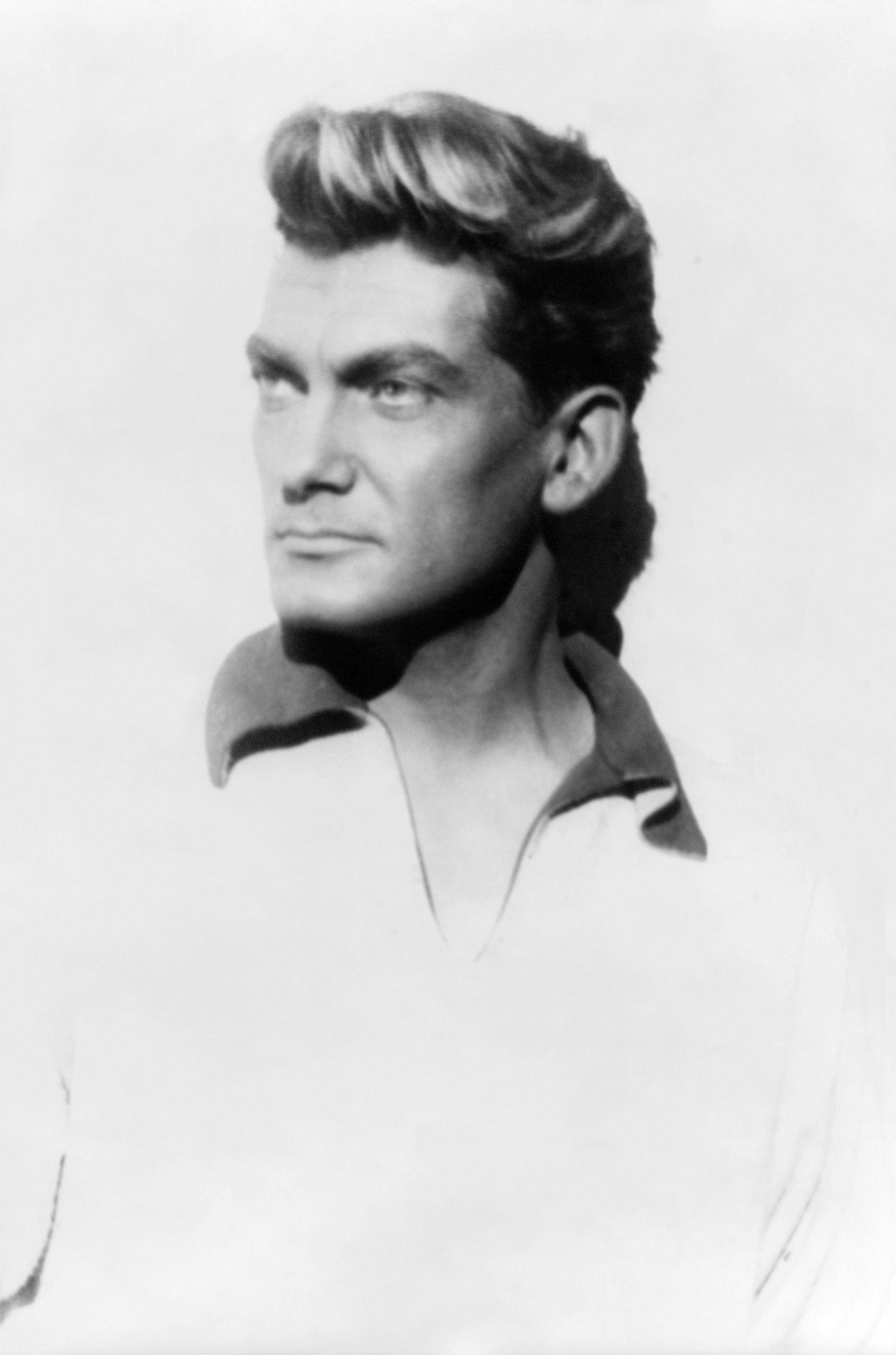

장 알프레드 빌랭마레(Jean Alfred Villain-Marais, 1913년 12월 11일 ~ 1998년 11월 8일)는 프랑스의 배우이다.
특히 장 콕토 감독의 영화에 다수 출연해 호평을 받았고, 콕토와는 생애 친밀한 관계를 유지하였다. 1998년 칸에서 사망하였다. 사인은 심근 경색이다.  발로리에 매장되었다.

## 영화
- 스틸링 뷰티 (1996년)
- 당나귀 공주 (1970년)
- 르 주엣 크히미넬 (1969년)
- 판토마 /스캇치판토마 (1967년)
- 지옥행 열차 (1966년)
- 판토마 전광석화 (1965년)
- 판토마 위기탈출 (1964년)
- 미스터리스 로마 (1963년)
- 프라카스 장군 (1961년)
- 나폴레옹 2세 (1961년)
- 오르페의 유언 (1960년)
- 백야 (1957년)
- 엘레나와 남자들 (1956년) - 프랑수아 롤랑 역
- 미래 스타 (1955년)
- 나폴레옹 (1955년)
- 만일 베르사유에서 내게 이야기했더라면 (1954년)
- 몬테 크리스토 백작 (1954년)
- 오르페 (1949년)
- 무서운 부모들 (1948년)
- 쌍두 독수리 (1948년)
- 미녀와 야수 (1946년)
- 카르멘 (1944년) - 돈 호세 역
- 비련 (1943년)
- 이상한 드라마 (1937년)